# ノルド祖語
ノルド祖語（ノルドそご、Proto-Norse language）は、スカンディナヴィアで話されるインド・ヨーロッパ語族の言語である。紀元後1世紀にゲルマン祖語の北方言になったと考えられる。北ゲルマン語群の特徴をもつ最も初期の段階であり、スカンディナヴィアの古フサルクによって記録された最も古い言語である。2世紀から8世紀にかけて話された。ヴァイキング時代の紀元後800年頃には古ノルド語の方言に分化した。
1. ↑  Hammarström, Harald; Forkel, Robert; Haspelmath, Martin et al., eds (2016). “Older Runic”. Glottolog 2.7. Jena: Max Planck Institute for the Science of Human History